# 佐野太河
佐野 太河（さの たいが、1998年11月16日 - ）は、静岡県浜松市出身の元プロ野球選手（投手）。右投右打。

## 経歴

### プロ入り前
小学2年生でソフトボールを始め「北クラブ」に加入。浜松中部中学から硬式野球に転向して「浜松南リトルシニア」に所属。当時は内野手だったが、チームメイトに教わり、遊びでナックルボールを投げられることがたまにあった。
浜松南高校進学後、2年生時に投手に転向。見せ球として時々ナックルボールを使うことがあったという。2年生秋からベンチ入りし、控え投手として高校時代を過ごし、3年生夏の第98回全国高校野球選手権静岡大会は初戦敗退を喫した。
金融業界への進路を希望し、千葉大学法政経学部法政経学科に現役合格。千葉県大学野球連盟3部に所属する硬式野球部に入部。大学入学後から、ティム・ウェイクフィールドやR.A.ディッキーらの投球動画を参考に本格的にナックルボールを投げ始める。2年生時に『球辞苑』で紹介されていたウェイクフィールドのボールの握り方を真似るとナックルボールの精度が急に増したといい、3年生時には練習やキャッチボールを含め、全球ナックルボールを投げるようになる。大学入学時はプロ入りを意識していなかったが、SNSでナックルボールの投球動画をあげると「ナックル大学生」として話題になり、これが自分の発奮材料となって「色々な野球の世界を見てみたい」という動機からの高いレベルを目指すようになった。独立リーグなどのトライアウト受験の関係で、3年生秋に硬式野球部を退部した。
退部後は、2019年11月2日にベースボール・チャレンジ・リーグ（ルートインBCリーグ）の関東の合同トライアウトを受験するも一次テストの段階で不合格となる。11月3日に四国アイランドリーグplus関東開催トライアウト（1次テスト）を受験して合格したが、同月17日の2次テスト後の同リーグ球団からの指名には至らなかった。11月7日、この年に初めて開催された「WorldTryout2019」の予選トライアウトに出場し、予選を通過し、本選出場を決める。同月30日に開催された本選では全球ナックルボールを投じたが、第1試合では回転してしまったボールを痛打され、1アウトも取れずに降板。第2試合にも登板し、安打を浴びながらも要所でダブルプレーに仕留めた。このトライアウト後、2020年から始動する北海道ベースボールリーグと、関西独立リーグ・堺シュライクスからオファーがかかり、堺のオーナーである松本祥太郎に説得され、堺に入団することを決断した。

### 関西独立リーグ時代
2019年12月25日に追加でのテスト合格者として堺シュライクスに入団することが発表された。千葉大学に在籍しながら独立リーグのシーズンを過ごし、単位に余裕があることから休学のかたちはとらず、シーズン終了後から大学に戻る予定。なお、堺入団時には大学4年生となるが就職活動はせず、堺でのアピールをもってNPB球団からのオファーや海外のトライアウト受験の準備を行う。
2020年2月の練習から参加。3月17日のオープン戦・対06ブルズ戦（みなと堺グリーンひろば硬式野球場）での先発登板が初の実戦登板となったが、2回を投げ6失点の内容だった。シーズンが始まると、監督の大西宏明より開幕投手に抜擢され、6月13日の開幕戦・対兵庫ブルーサンダーズ戦（三木総合防災公園野球場）で先発登板。大西は「3,4回で代える予定だった」が、7回を1失点で切り抜ける好投を披露。小笠原智一との投げ合いを制し、プロ初登板で初勝利を飾った。
10月30日、堺からの退団が発表され、「自分の夢を叶えるために次のステージに進みたい」とコメントした。

### 九州アジアリーグ時代
11月7日に開催された九州アジアリーグ（2021年より開幕する新たなプロ野球独立リーグ）の入団トライアウトに参加し、11月10日に火の国サラマンダーズに合格したことが発表された。その後、球団Twitterにて背番号が「6」となることが報じられた。九州アジアリーグは関西独立よりも試合数が多く、福岡ソフトバンクホークスの三軍とも対戦できることから九州アジアリーグ入りを決めたと語る。
2021年4月10日、琉球ブルーオーシャンズとの交流戦（公式戦ではないが、選手成績には反映される）に救援で初登板したが、3与四球、2被安打で3失点を喫し、1アウトしか取れずに降板した。期間を空け、6月の試合から復帰すると、登板数は少なかったが、試合ごとに走者を出しながらも無失点や1失点にまとめ上げる投球内容を見せるようになる。9月23日のホーム最終戦（対大分B-リングス・山鹿市民球場）では熊本入団後初めての先発登板を任され、5回2失点でしのいで勝利をあげており、9月は6試合に登板し、2勝、2ホールド、防御率0.69を記録した。
2022年3月26日、対大分戦（リブワーク藤崎台球場）で熊本入団後2度目の先発登板を任され、6回と1/3を無失点と好投し、シーズン初勝利をあげた。以降も先発をメインに起用された。しかし、5月22日の対福岡北九州フェニックス戦（山鹿市民球場）で7回2失点でシーズン2勝目をあげてからは、5回を投げ切れずに降板する試合が続いた。8月6日の試合で敗戦投手になってからは救援投手として起用されるようになった。このシーズンの成績は18試合に登板して2勝5敗、防御率6.23だった。シーズン終了後の10月12日に火の国からの退団（任意引退）が発表された。

### 九州アジアリーグ退団後
メジャーリーグでのプレーを目指し、アメリカ・アリゾナ州周辺で活動するトラベリングチーム「アジアンブリーズ」への参加を表明。しかし、2023年4月1日に自身のTwitterで現役引退を表明した。

## 選手としての特徴・人物
アーム式のオーバースローから投げる直球の球速は最高130km/hで、ナックルボールは最高112km/h。ナックルボールについて佐野自身は「ほとんど無回転にできる」を自負する。大学時代の後輩捕手によると「たまに襲ってくるようなボールが来るんです。それが一番、怖い。捕手はボールを基本的には下から見ているので（捕球寸前で）急に浮いてきたりする。その対策もしなくてはいけませんでした」と語っている。火の国の投手ゼネラルマネジャーの馬原孝浩は「キャッチャーが捕れない球を投げる。面白いと思う」と評価する一方、「棒球になることがある」と指摘する。フルタイム・ナックルボーラーとしてプロの場でも勝負できる投手を目指していた。
ナックルボールの精度を高めれば通用すると信じ、将来的なメジャーリーグ挑戦を志していた。
好きなプロ野球選手はナックルボーラーのR.A.ディッキー。好きな芸能人はYouTuberのラファエル。

## 詳細情報

### 独立リーグでの年度別投手成績
| 年 度    | 球 団    | 登 板 | 先 発 | 完 投 | 完 封 | 無 四 球 | 勝 利 | 敗 戦 | セ 丨 ブ | ホ 丨 ル ド | 勝 率 | 打 者 | 投 球 回 | 被 安 打 | 被 本 塁 打 | 与 四 球 | 敬 遠 | 与 死 球 | 奪 三 振 | 暴 投 | ボ 丨 ク | 失 点 | 自 責 点 | 防 御 率 | W H I P |
| -------- | -------- | ----- | ----- | ----- | ----- | -------- | ----- | ----- | -------- | ----------- | ----- | ----- | -------- | -------- | ----------- | -------- | ----- | -------- | -------- | ----- | -------- | ----- | -------- | -------- | ------- |
| 2020     | 堺       | 6     | -     | 0     | 0     | 0        | 2     | 1     | 0        | -           | .667  | 148   | 32.0     | 23       | 1           | 29       | -     | 5        | 12       | 1     | -        | 17    | 13       | 3.66     | 1.63    |
| 2021     | 熊本     | 13    | 1     | 0     | 0     | 0        | 2     | 0     | 0        | 2           | 1.00  | 55    | 21.2     | 13       | 0           | 22       | -     | 0        | 17       | 1     | 0        | 7     | 5        | 2.08     | 1.62    |
| 2022     | 熊本     | 18    | 11    | 0     | 0     | 0        | 2     | 5     | 0        | 0           | .286  | 297   | 60.2     | 80       | 5           | 39       | -     | 10       | 16       | 3     | 0        | 49    | 42       | 6.23     | 1.96    |
| KDL：1年 | KDL：1年 | 6     | -     | 0     | 0     | 0        | 2     | 1     | 0        | -           | .667  | 148   | 32.0     | 23       | 1           | 29       | -     | 5        | 12       | 1     | -        | 17    | 13       | 3.66     | 1.63    |
| KAL：1年 | KAL：1年 | 31    | 12    | 0     | 0     | 0        | 4     | 5     | 0        | 2           | .444  | 352   | 82.1     | 93       | 5           | 61       | -     | 10       | 33       | 4     | 0        | 56    | 47       | 6.12     | 1.87    |

- 2022年度シーズン終了時
- 各年度の太字はリーグ最高

### 背番号
- 4  （2020年）
- 6  （2021年 - 2022年)